# Haut Débit Radio Régional
Haut Débit Radio Régional ou HDRR est un des acteurs principaux relativement au développement passé du WiMAX en France. Cette société s'est vu attribuer, en 2006, des licences WiMAX pour les régions Basse-Normandie, Centre-Val de Loire, Champagne-Ardenne, Haute-Normandie, Languedoc-Roussillon, Limousin, Lorraine, Nord-Pas-de-Calais, Pays de la Loire, Picardie et Poitou-Charentes, soit 11 licences au total. Toutes ces licences ont plus précisément été attribuées à HDRR Multi-Régions, à l'exception de la région Centre, pour laquelle HDRR officie à travers HDRR Centre-Est.